# بابک کریمی

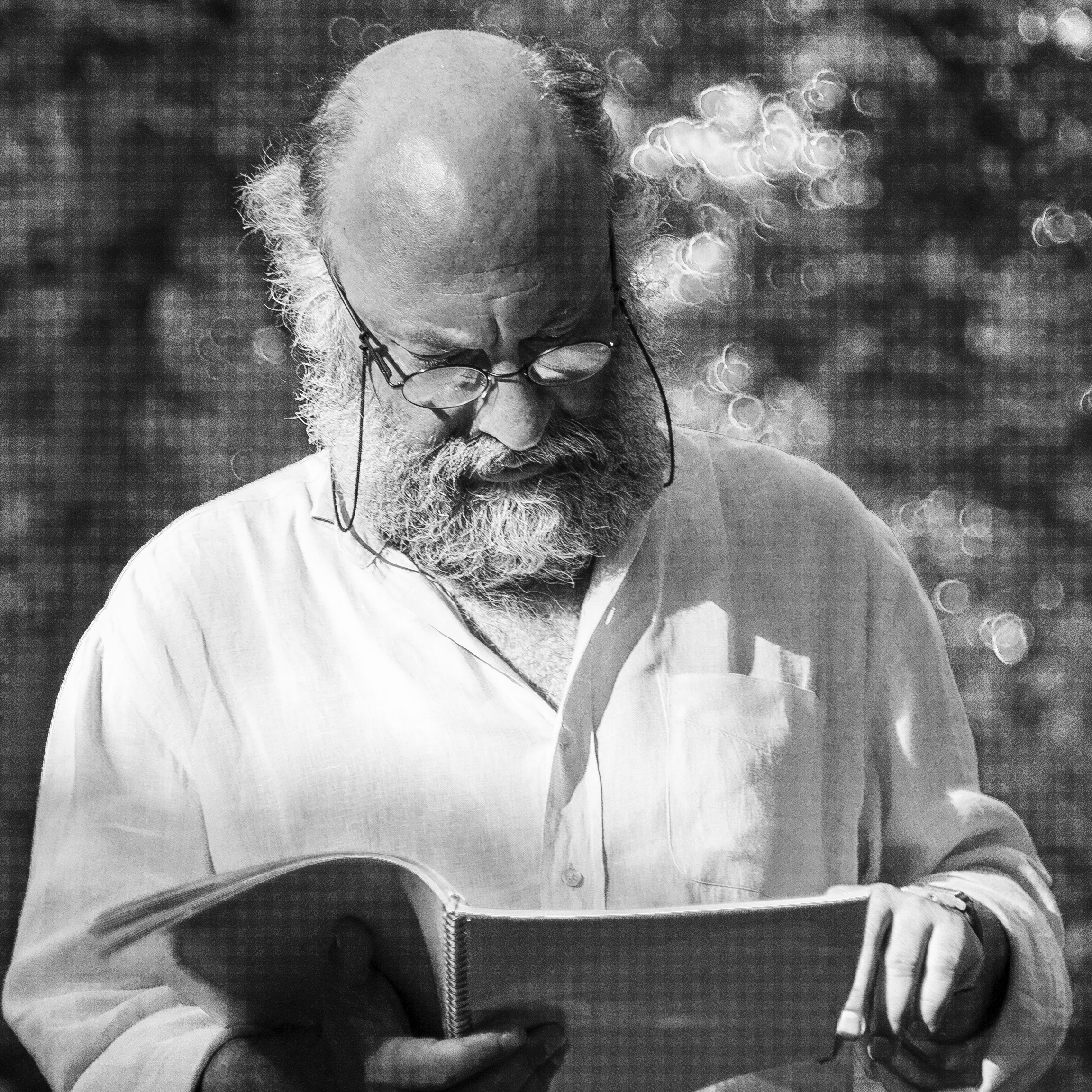
بابک کریمی در در پشت صحنه فیلم من از سپیده صبح بیزارم

بابک کریمی (زاده ۲۰ آبان ۱۳۳۹) بازیگر و تدوین‌گر ایرانی است.

## زندگی و کارنامه
بابک کریمی فرزند نصرت کریمی، بازیگر تئاتر ایران است. کریمی پس از سپری کردن دوران دبستان در تهران به ایتالیا رفت و پس از تحصیل در زمینه هنر، در دانشگاه سینمایی چنترواسپریمنتاله در شهر رم به تدریس سینما پرداخت. وی فارغ‌التحصیل از انستیتو روسلینی رم است. کریمی علاوه بر حضور در پروژه‌های مستند به عنوان کارگردان، فیلم‌بردار و تدوینگر در کشورهای مختلف، تدوین فیلم‌های سینمایی پلاچیروریتسوتو، مارکیز و رأی مخفی را بر عهده داشته‌است. اصغر فرهادی با دیدن فیلم بلیت‌ها ساخته عباس کیارستمی، وی را برای حضور در فیلم جدایی نادر از سیمین در نقش قاضی انتخاب کرد. کریمی در دو اثر دیگر اصغر فرهادی یعنی گذشته و فروشنده نیز بازی کرده‌است.
وی در فیلم سینما شهرقصه نیز به ایفای نقش پرداخته‌است. کریمی با بازی در همین فیلم کاندید بهترین بازیگر نقش مکمل مرد در سی و هشتمین جشنواره فیلم فجر شد.

## آثار

### سینما
| سال  | نام فیلم               | کارگردان                      |
| ---- | ---------------------- | ----------------------------- |
| ۱۴۰۱ | شهر هرت                | کریم امینی                    |
| ۱۴۰۱ | فسیل                   | کریم امینی                    |
| ۱۴۰۱ | بخارست                 | سید مسعود اطیابی              |
| ۱۴۰۱ | شهر خاموش              | احمد بهرامی                   |
| ۱۴۰۰ | مرد بازنده             | محمدحسین مهدویان              |
| ۱۴۰۰ | احمد به تنهایی         | حسین مهکام                    |
| ۱۴۰۰ | تا فردا                | علی عسگری                     |
| ۱۳۹۹ | زندگی پیش‌رو            | ادواردو پونتی                 |
| ۱۳۹۹ | بی‌همه‌چیز               | محسن قرایی                    |
| ۱۳۹۸ | جنایت بی‌دقت            | شهرام مکری                    |
| ۱۳۹۸ | سینما شهر قصه          | کیوان علی‌محمدی، علی‌اکبر حیدری |
| ۱۳۹۸ | مجبوریم                | رضا درمیشیان                  |
| ۱۳۹۷ | یلدا                   | مسعود بخشی                    |
| ۱۳۹۶ | آخرین پروسکو           | آنتونیو پادوان                |
| ۱۳۹۶ | هجوم                   | شهرام مکری                    |
| ۱۳۹۴ | فروشنده                | اصغر فرهادی                   |
| ۱۳۹۳ | ۳۶۰ درجه               | سام قریبیان                   |
| ۱۳۹۳ | خانهٔ دختر              | شهرام شاه‌حسینی                |
| ۱۳۹۳ | داره صبح می‌شه          | یلدا جبلی                     |
| ۱۳۹۳ | مرگ ماهی               | روح‌الله حجازی                 |
| ۱۳۹۳ | موقت                   | امیر عزیزی                    |
| ۱۳۹۲ | چند روز بیشتر          | پریسا گرگین                   |
| ۱۳۹۲ | سه ماهی                | حمیدرضا قربانی                |
| ۱۳۹۱ | ماهی و گربه            | شهرام مکری                    |
| ۱۳۹۱ | گذشته                  | اصغر فرهادی                   |
| ۱۳۹۱ | هیچ‌کجا هیچ‌کس           | ابراهیم شیبانی                |
| ۱۳۹۱ | من از سپیده صبح بیزارم | علی کریم                      |
| ۱۳۸۹ | جدایی نادر از سیمین    | اصغر فرهادی                   |
| ۱۳۸۴ | بلیت‌ها                 | عباس کیارستمی                 |
| ۱۳۵۰ | درشکه‌چی                | نصرت کریمی                    |

### تلویزیون
| سال  | نام سریال | کارگردان        |
| ---- | --------- | --------------- |
| ۱۳۹۹ | پرگار     | شهرام شاه حسینی |

### نمایش خانگی
| سال  | نام سریال          | کارگردان        |
| ---- | ------------------ | --------------- |
| ۱۴۰۳ | جزر و مد           | محمدحسین لطیفی  |
| ۱۴۰۳ | ازازیل             | حسن فتحی        |
| ۱۴۰۱ | رهایم کن           | شهرام شاه حسینی |
| ۱۴۰۱ | پوست شیر           | جمشید محمودی    |
| ۱۴۰۰ | خاتون              | تینا پاکروان    |
| ۱۳۹۹ | می‌خواهم زنده بمانم | شهرام شاه حسینی |

### تدوین
- رأی مخفی (۱۳۸۰، بابک پیامی)

## جوایز
- او خرس نقره‌ای برای بهترین بازیگر مرد جشنواره بین‌المللی فیلم برلین ۲۰۱۱ برای جدایی نادر از سیمین به‌همراه گروه بازیگران فیلم
- نامزد جایزه بهترین بازیگر نقش مکمل مرد در چهاردهمین جشن بزرگ منتقدان و نویسندگان سینمایی ایران برای بازی در سینما شهر قصه [۶]